# Верней-д'Авр-е-д'Ітон
Верней-д'Авр-е-д'Ітон (фр. Verneuil d'Avre et d'Iton) — муніципалітет у Франції, у регіоні Верхня Нормандія, департамент Ер. Верней-д'Авр-е-д'Ітон утворено 1 січня 2017 року шляхом злиття муніципалітетів Франшвіль i Верней-сюр-Авр. Адміністративним центром муніципалітету є Верней-сюр-Авр. Населення — 7305 осіб (01.01.2021).